# Zwanentoren

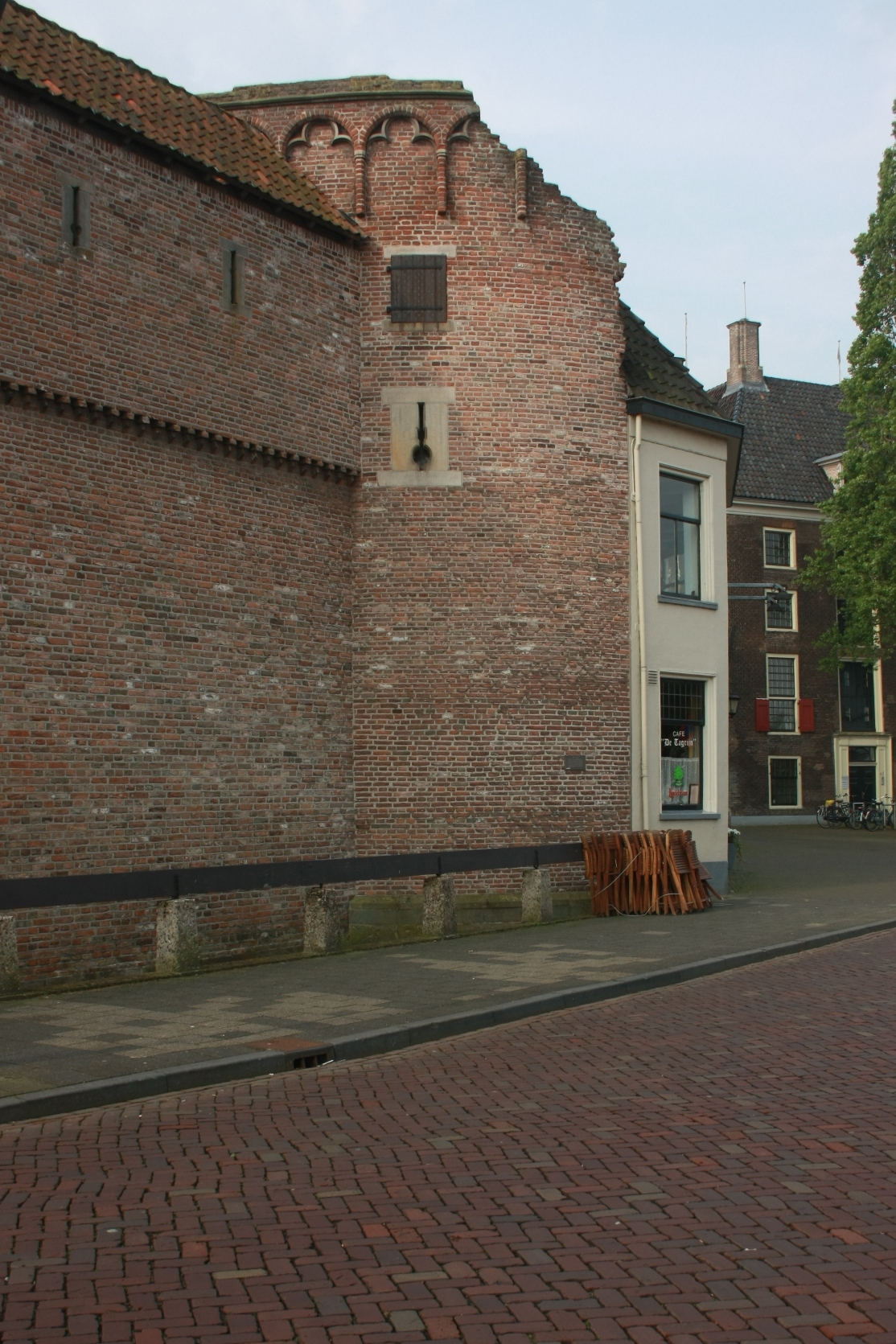
Restant van de Zwanentoren, met daarnaast Café de Tagrijn.

De Zwanentoren in de stadsmuur van Zwolle is een muurtoren en onderdeel van de stadsverdedigingswerken. De toren bevindt zich ten noordoosten van het Rodetorenplein en ten westen van de Steenpoort.
Vroeger bevond deze toren zich tussen de Jan Bagstoren en de Steenpoort.

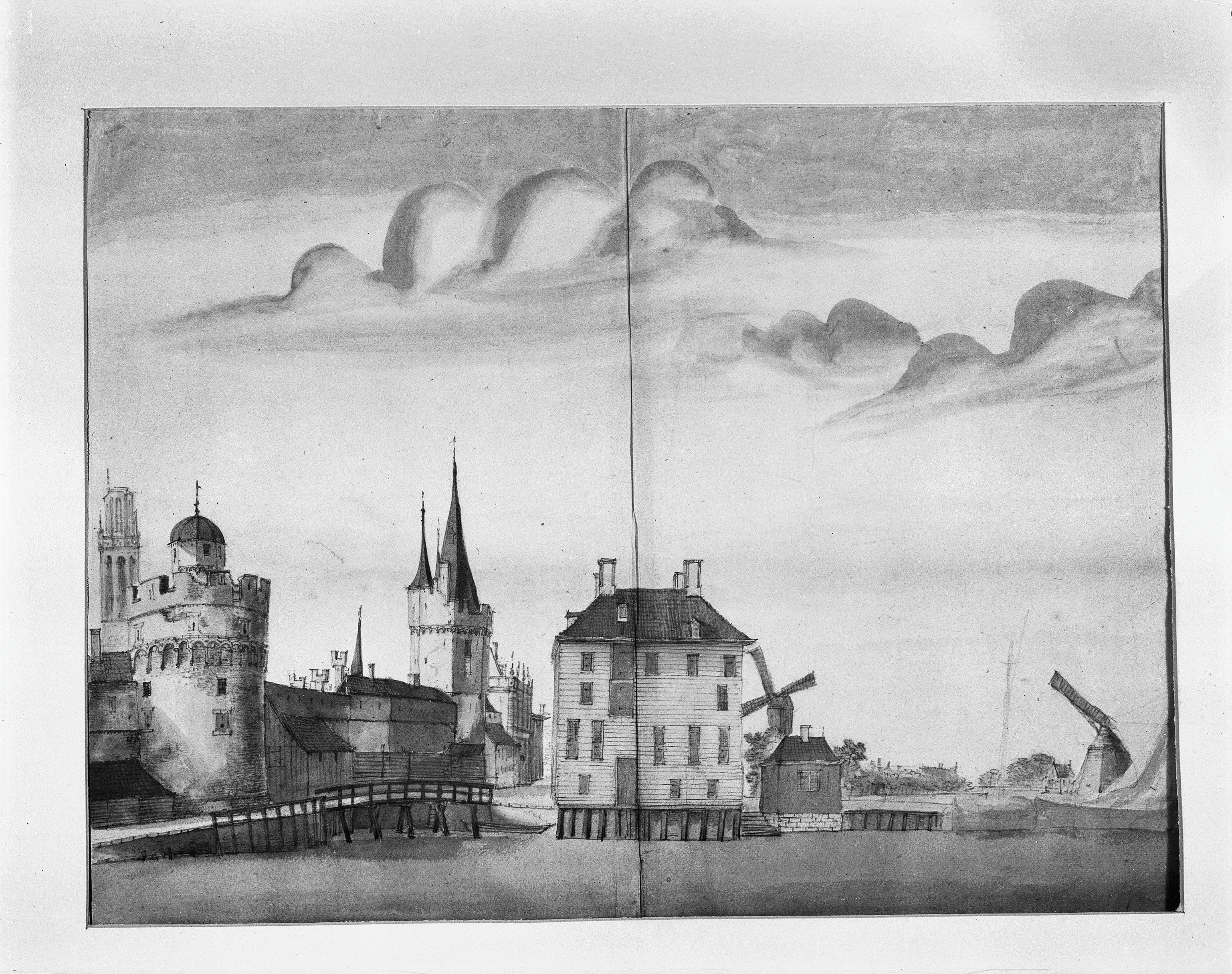
Tekening van A. Beerstraten met links de Zwanentoren (17e eeuw?).

Poorten: Diezerpoort · Kamperpoort · Luttekepoort · Rode Toren · Sassenpoort · Steenpoort · Vispoort · Waterpoort

Bestaande torens: Pelsertoren · Wijndragerstoren · Zwanentoren